# Metcalfiella antoniae
Metcalfiella antoniae är en insektsart som beskrevs av Mckamey. Metcalfiella antoniae ingår i släktet Metcalfiella och familjen hornstritar. Inga underarter finns listade i Catalogue of Life.